# منطقة دريكيش
منطقة دريكيش منطقة سورية إدارية تتبع محافظة طرطوس ومركزها مدينة دريكيش، بلغ تعداد سكان المنطقة 60,978 نسمة حسب التعداد السكاني لعام 2004.

## نواحي منطقة دريكيش
- ناحية مركز دريكيش
- ناحية جنينة رسلان
- ناحية حمين
- ناحية دوير رسلان